# Too Old to Rock ’n’ Roll: Too Young to Die!
Too Old to Rock ’n’ Roll: Too Young to Die! ist das neunte Studioalbum der Progressive-Rock-Band Jethro Tull.

## Album
Das Konzeptalbum handelt von der fiktiven Person Ray Lomas, einem älteren Rockmusiker, der sich gegen aktuelle Trends der Gegenwart auflehnt. Der Großteil der Songs wurde zunächst vom Kopf der Gruppe, Ian Anderson, mit David Palmer für ein Bühnenstück geschrieben, das aber dann doch nicht realisiert wurde. Palmer schrieb das Orchester-Arrangement für From A Dead Beat To An Old Greaser und spielte Saxofon. An dem Album waren auch Maddy Prior als Hintergrundsängerin in Too Old to Rock ’n’ Roll: Too Young to Die und Angela Allen beteiligt; letztere sang bei Big Dipper und Crazed Institution.

## Songtexte und Comic
Die durchgehende Handlung, die den Songtexten zugrunde liegt, wird durch einen zweiseitigen Comic auf den beiden Innenseiten des Klappcovers der Langspielplatte illustriert. Die Songtexte, die auf der Rückseite des Albums abgedruckt sind, geben aber nicht alle Details der Handlung des Comics wieder. Teilweise behandeln sie andere Themen. So steht Crazed Institution im Comic für das Warenhaus Horrids (gemeint ist Harrods), während der entsprechende Song ein Lied über Glamrocker ist, die sich von der Wirklichkeit entfernt haben. Alle Songtitel sind im Comictext in roter Schriftfarbe enthalten, zusätzlich der Titel Living in the Past des gleichnamigen früheren Albums, während der übrige Text schwarz ist.

## Inhalt des Comics
Ray Lomas, ein alternder, wenig betuchter Rocker, gewinnt bei einer Quiz-Show eine Waschmaschine. Allerdings bemerkt er, dass sich die Gesellschaft mit der Zeit verändert hat. Er trifft eine junge Frau namens Salamander, die er wegen ihrer Oberweite interessant findet. Sie lädt ihn zu einer Party ein. Zunächst stehlen sie ein leerstehendes Taxi, fahren herum und denken jeweils über den anderen nach.
Ray ist fasziniert von Salamanders optischen Reizen, sie ist aber nicht an ihm interessiert, da sie ihn für einen „Arbeiterlümmel“ (working class lout) hält. Vor einem Pub halten sie an und Salamander vertröstet Ray auf acht Uhr, weil sie sich noch frisch machen möchte und sagt, dass sie ihn dort später treffen wolle. Er geht in den Pub, bestellt sich ein Bier und einen Magenbitter. Er wird dort von einem alten Bekannten angesprochen. Sie unterhalten sich eine Stunde, bis Ray zu ihm sagt, dass der Bekannte in der Vergangenheit lebe. Anschließend verlässt Ray den Pub und wartet draußen auf Salamander, die ihn allerdings versetzt, so dass er enttäuscht in sein Hotel geht.
Am nächsten Tag entschließt er sich, zurück in seinen Heimatort zu fahren, und träumt während der Fahrt von alten Zeiten, als er big dipper (deutsch „Achterbahn“) genannt wurde, weil er damals zahlreiche Frauenbekanntschaften hatte.
Allerdings wird er zuhause wegen seines Aussehens immer noch verspottet. Deshalb entschließt er sich, mit seinem alten Motorrad, das er liebevoll Doris nennt (eine Triumph Bonneville), eine Fahrt zu unternehmen. Während dieser Fahrt denkt er über das Geschehen nach, ärgert sich darüber, dass er nicht mehr angesagt ist, was zur Folge hat, dass er unkonzentriert ist und bei Regen viel zu schnell fährt. Dies endet in einem Unfall, der ihn für längere Zeit ins Koma versetzt. Während dieser Zeit gibt es wieder einen Generationswechsel durch die fiktive Musikgruppe Norton and the Wheelies, die den Stil der 1950er Jahre wieder aufleben lässt.
Als Ray aus dem Koma erwacht, ist sein Stil wieder angesagt, und er sieht wegen der notwendigen Operationen jünger aus. Die Konsequenz daraus ist, dass die jungen Frauen wieder an ihm interessiert sind. Nachdem er mit einer Frau eine Spritztour auf seinem Motorrad gemacht hat, lädt er sie noch zu sich nach Hause ein und sie landen im Bett. Es klopft an der Tür und Ray erhält ein Telegramm: eine Plattenfirma bietet ihm einen Plattenvertrag an, der ihn zum Popstar macht.

## Wirkung
Das Titelstück Too Old to Rock ’n’ Roll: Too Young to Die wurde in England zunächst heftig diskutiert, da einige Kritiker es als persönliche Stellungnahme von Anderson auffassten. Ian Anderson wollte damit nach eigenen Angaben keine Autobiographie von sich als alternder Songschreiber schreiben.
Das Album erreichte Platz 25 in Großbritannien und Platz 14 in den USA. Bei Allmusic erhielt das Album drei von fünf möglichen Punkten.

## Titelliste

### Originalausgabe

#### Seite A
1. Quizz Kid (5:07)
2. Crazed Institution (4:45)
3. Salamander (2:49)
4. Taxi Grab (3:51)
5. From a Dead Beat to an Old Greaser (4:07)

#### Seite B
1. Bad-Eyed and Loveless (2:11)
2. Big Dipper (3:32)
3. Too Old to Rock ’n’ Roll: Too Young to Die (5:39)
4. Pied Piper (4:29)
5. The Chequered Flag (Dead Or Alive) (5:25)

#### Extratitel
Die überarbeitete CD enthält zusätzlich diese zwei Titel:
1. A Small Cigar (3:39)
2. Strip Cartoon (3:19)